# آدام فرارا
آدام فرارا (به انگلیسی: Adam Ferrara) (زاده  ۲ فوریهٔ ۱۹۶۶) بازیگر و کمدین آمریکایی است.
از فیلم‌های معروف او می‌توان به بازی در قطعاً، شاید و سه‌شنبه خاکستر اشاره کرد.

## زندگی‌نامه
فرارا در ایستگاه هانتینگتون، نیویورک و در یک خانواده ایتالیایی-آمریکایی بزرگ شد. او با الکس تایلر بازیگر ایندی که در جلد کمدی دی وی دی خنده دار در نقش جهنم است، ازدواج کرده‌است. او همچنین در طرح مقدماتی این ویژه نامه "Beautiful She Devil" را بازی می‌کند.